# Lopezus arabicus
Lopezus arabicus is een insect uit de familie van de mierenleeuwen (Myrmeleontidae), die tot de orde netvleugeligen (Neuroptera) behoort. 
Lopezus arabicus is voor het eerst wetenschappelijk beschreven door Hölzel in 1972.